# Султанија Гевхерхан (ћерка Селима I)
Гевхерхан султанија је била ћерка Селима I.

## Биографија
Први пут ју је деда султан Бајазит удао 1509. године за Мехмед-бега, сина њене тетке султаније Фатме. Брак је трајао све до 1514. године, када је Мехмед-бег погинуо у бици код Чалдирана..
Како је султан Селим одлучио да 1516. године уда сваку неудату султанију, највероватније је тада и Гевхерхан поново склопила нови брак. Садет Гирaј је био присталица Селима I, који је такође учествовао у гушењу побуна у Анадолији 1511. године и касније остао са Селимом током његове битке за престо. Садет Гирај се оженио једном од Селимових ћерки током његове владавине и постао његов зет и постао његов зет. Чињеница да је Гевхерхан истих година као и Садет повећава могућност да буде султанија која се удала за њега. Међутим, Селим I је имао и друге ћерке чији живот није у потпуности познат, па не мора да значи да је била у питању Гевхерхан. Ако је тачно да је бла удата за Садет Гираја, имала је сина по имену Ахмед, који је погинуо 1537. године. 
Гевхерхан је највероватније умрла у Истанбулу,иако се не зна када и где је сахрањена.